# Liaodynastin
Liaodynastin (辽朝) var ett khitanskt rike, som åren 907–1125 härskade över områden som idag tillhör Kina, Mongoliet, Nordkorea, Ryssland och Kazakstan.

## Rikets grundande
Khitanerna var ett nomadfolk, som hade sitt ursprung på Stora Hinggan-bergens skogbeklädda sluttningar. På 500-talet hade khitanerna grundat en egen stat i det som idag är Liaoning- och Jilin-provinserna i norra Kina. År 907, samma år som Tangdynastins rike gick under, grundade den khitanske fursten Abaoji ur Yelü-klanen det "Stora Khitanriket" (哈喇契丹). Från och med 916 använde dynastin regeringsperioder (nianhao) efter kinesiskt mönster.
Abaoji hade studerat hur tidigare icke-kinesiska dynastier styrt norra Kina. För att bevara khitan-folkets etniska identitet och maktposition inrättade han en dubbel administration av Liaoriket. De nomadiska delarna av riket styrdes av det "norra kansliet", medan dynastins kinesiska territorier styrdes av det "södra kansliet", som var utformat med Tangdynastins administration som förebild. För att ytterligare befästa khitanernas etniska identitet gav Abaoji år 910 order om att ett khitanskt skriftspråk skulle skapas. Kinesiska fortsatte emellertid att användas i administrationen parallellt med khitanska. Som ett uttryck för rikets dubbla karaktär utropade Abaoji sig själv både till storkhan och till himmelsk kejsare. Han grundade också en ny huvudstad i den norra delen av Khitanriket, Shangjing, som var belägen i det som idag är Chifengs stadsprefektur i Inre Mongoliet.

## Expansionsperioden
När Abaoji 926 plötsligt avled, hade han efter kinesiskt mönster utsett sin äldste son som tronföljare. Detta accepterades emellertid inte av den khitanska aristokratin, som föredrog en form för tanisteri eller valkungadöme. Med hjälp av den inflytelserika änkekejsarinnan Yingtian utsågs istället Abaojis andre son Deguang till ny kejsare. Denne fortsatte sin faders expansionspolitik, och 938 tvingade han Senare Jindynastin att avträdda sexton prefekturer (燕雲十六州) i det som idag är norra Shanxi och Hebei. År 947 trängde Deguangs trupper ännu längre söderut och plundrade Senare Jindynastins huvudstad Kaifeng. För att fira de militära framgångarna bytte han samma år namn på sitt rike till "Det stora Liaoriket" (大遼國).
I takt med att Liao erövrade större områden skapades sammanlagt fem huvudstäder, två belägna på stäppen och tre innanför den gamla kinesiska muren. Dessa var:
- Den högsta eller norra huvudstaden (Shangjing 上京), belägen i det som idag är området kring Bairins vänstra baner och Bairins högra baner, Inre Mongoliet;
- Den östra huvudstaden (Dongjing 東京), i nuvarande Liaoyang, Liaoning-provinsen;
- Den södra huvudstaden (Nanjing 南京), i nuvarande Peking
- Den centrala huvudstaden (Zhongjing 中京), i Dading-prefekturen, Inre Mongoliet;
- Den västra huvudstaden (Xijing 西京), i dagens Datong, Shanxi-provinsen.

## Liaorikets fall
Avsaknaden av en tydlig successionsordning försvagade så småningom Liaoriket, som återtog namnet Khitan 983 och sedan bytte tillbaka till Liao 1066. Ständiga krig med Xixia-riket i väster och Songdynastin i söder försvagade också Liao.
Relationerna till Songdynastin var särskilt spända, eftersom Song gjorde anspråk på de sexton prefekturerna i Nordkina, trots att dessa erövrats av khitanerna mer än tjugo år innan Song grundats. Under senare delen av 900-talet genomförde Songriket förgäves en rad militärkampanjer för att erövra detta strategiskt viktiga område. År 1005 slöts fördraget i Shanyuan mellan de två rikena, vilket bekräftade Liaos innehav av territoriet och ålade Song att erlägga tribut till Liao.
På 1100-talet hade jurchen-folket grundat Jindynastin i Liaorikets närhet i Manchuriet. På grund av den gemensamma fiendskapen mot Liao slöt Jin och Song förbund mot Liao. År 1123 hjälpte Jindynastin Song att återfå sex av de sexton prefekturerna, och två år senare krossades Liaoriket slutgiltigt. Detta tvingade khitan-folket att fly västerut, där man grundade Kara-Khitan-khanatet. Songs seger blev dock kortvarig, då Jindynastin stärkt av sina segrar erövrade norra Kina från Song år 1127 och tvingade Songhovet att flytta från Kaifeng till Hangzhou i södra Kina.
Liaoriket fick en egen dynastisk historia i De 24 historieverken och räknas därför som en del av Kinas historia.

## Regentlängd
Liaodynastin hade nio kejsare:
| Nr | Tempelnamn        | Personnamn             | Regeringstid | Regeringsperiod |
| -- | ----------------- | ---------------------- | ------------ | --- |
| 1  | Liao Taizu 遼太祖 | Yelü Abaoji 耶律阿保機 | 907 ↓ 926    | Shence 神冊 916–921 Tianzan 天贊 922–926 Tianxian 天顯 926–927                                                                                     |
| 2  | Taizong 太宗      | Yelü Deguang 耶律德光  | 927 ↓ 947    | Tianxian 天顯 928–937 Huitong 會同 938–946 Datong 大同 947                                                                                         |
| 3  | Shizong 世宗      | Yelü Ruan 耶律阮       | 947 ↓ 951    | Tianlu 天祿 947–950 |
| 4  | Muzong 穆宗       | Yelü Jing 耶律璟       | 951 ↓ 969    | Yingli 應歷 951–968 |
| 5  | Jingzong 景宗     | Yelü Xian 耶律賢       | 969 ↓ 982    | Baoning 保寧 969–978 Qianheng 乾亨 979–982 |
| 6  | Shengzong 聖宗    | Yelü Longxu 耶律隆緒   | 982 ↓ 1031   | Tonghe 統和 983–1011 Kaitai 開泰 1012–1020 Taiping 太平 1021–1030                                                                                  |
| 7  | Xingzong 興宗     | Yelü Zongzhen 耶律宗真 | 1031 ↓ 1055  | Jingfu 景福 1031 Zhongxi (Chongxi) 重熙 1032–1054                                                                                                  |
| 8  | Daozong 道宗      | Yelü Hongji 耶律洪基   | 1055 ↓ 1101  | Qingning 清寧 1055–1064 Xianyong 咸雍 1065–1074 Taikang 太康 (Dakang 大康) 1075–1084 Da'an 大安 1085–1094 Shouchang 壽昌 (Shoulong) 壽隆 1095–1100 |
| 9  | Tianzuo 天祚      | Yelü Yanxi 耶律延禧    | 1101 ↓ 1125  | Qiantong 乾統 1101–1110 Tianqing 天慶 1111–1120 Baoda 保大 1121–1125                                                                               |